# Ukraińska Akademia Drukarstwa
Ukraińska Akademia Druku (ukr. Українська академія друкарства, do 1994 r. – Ukraiński Instytut Poligraficzny im. Iwana Fedorowa) – ukraińska uczelnia we Lwowie. Jest jedyną autonomiczną instytucją szkolnictwa wyższego na Ukrainie, która kształci specjalistów w zakresie wydawnictwa, druku i handlu książkami, innych dziedzin gospodarki Ukrainy.

## Historia
Ukraiński Instytut Poligraficzny został założony w 1930 r. w Charkowie poprzez połączenie działów drukarskich w Kijowie, Charkowie i Odeskich Instytutach Sztuki. W ciągu kilku lat instytut wyrósł na placówki edukacyjne i drukarskie.

## Kampusy i budynki
- Główny budynek we Lwowie, ulica Pidholosko, 19
- Wydział Wydawnictwa, Poligrafii i Technik Informacyjnych (ul. Pidholosko, 19)
- Wydział Ekonomii i Nauki o Książce (ul. Pidholosko 19)
- Wydział Informatyki i Poligrafii (ul. Pidholosko, 19)
- Dział przygotowawczy (ul. Pidholosko 19)
- Krymski Instytut Technologii Informacyjnych i Poligraficznych (Simpheropol, Pushkina.st, 35)
- Lwowska Drukarnia Kolegium (Lwów, Mytna, 1)
- Departament Pracy z firmami i instytucjami zagranicznymi
- Departament Pracy z Zagranicą
- Biblioteka naukowa i techniczna
- Wydawnictwo UAP
- Drukarnia doświadczalna i szkoleniowa
- Centrum Szkoleniowo-Demonstracyjne firmy „Heidelberg”

## Wydział Inżynierii na Komputerach
Kierunki i specjalności:
- Komputerowo zintegrowane procesy technologiczne i produkcja
- Mechanika inżynierska
- Technologia budowy maszyn (technologia inżynieryjna)
- Maszyny do pakowania i technologia
- Maszyny drukarskie i systemy automatyczne
- Automatyzacja i komputerowe technologie zintegrowane
- Zautomatyzowana kontrola procesu technologicznego

## Wydział Wydawnictwa, Poligrafii i Technik Informacyjnych
Kierunki i specjalności:
- Publikowanie i drukowanie
- Wydrukowano edycje technologii
- Technologia opracowywania, produkcji i projektowania opakowań
- Technologie komputerowe i systemy wydawania i produkcji poligraficznej
- Technologia elektronicznych wydań multimedialnych
- Materiały do publikacji i produkcji poligraficznej
- Sztuka
- Sztuki piękne i stosowane

## Gospodarka Ekonomiczno-biznesowa
Kierunki i specjalności:
- Dziennikarstwo
- Publikowanie i edycja
- Reklama i public relations
- Ekonomia i przedsiębiorczość
- Ekonomia przedsiębiorstwa
- Rachunkowości i audytu
- Marketing
- Handel

## Rektorzy
- 1945 – 1952 – S. Yu Keller
- 1952 – 1973 – V.G. Shpits
- 1973 – 1989 – G. D. Tołstoj
- 1989 – 2003 – C. M. Gunko
- 2003 – B.V. Durnyak

## Wykładowcy
- Afanasyєva Olesya Yuriy-Justinivna
- Gavenko Svitlana Fedorivna
- Ihor Ohirko
- Ovsyak Volodymyr Kazimirovich
- Paliga Eugen Mykolajovich
- Pasichnik Mikhailo Stepanovich
- Pasika Wiaczesław Romanowicz
- Pashulya Petro Luk’yanovich
- Pitch Volodymyr Markovich
- Polyudov Oleksandr Mikolajovich
- Regey Ivan Ivanovich

- Ukraińska akademia drukarstwa jest uniwersytetem, zabytkowy budynek zlokalizowaną/ym przy ul. Podwale we Lwowie